# Nevski prospekt (metrostation)
Nevski prospekt (Russisch: Невский проспект) is een station van de metro van Sint-Petersburg. Het station maakt deel uit van de Moskovsko-Petrogradskaja-lijn en werd geopend op 1 juli 1963. Het metrostation bevindt zich onder de Nevski prospekt in het centrum van Sint-Petersburg. In de planningsfase werd het station Plosjtsjad Plechanova genoemd, de toenmalige naam van het plein voor de Kazankathedraal. Station Nevski prospekt vormt een overstapcomplex met het aangrenzende station Gostinyj Dvor op de Nevsko-Vasileostrovskaja-lijn (lijn 3).
Het station is zeer diep gelegen en beschikt over een perronhal die door arcades van de sporen wordt gescheiden. Voor een bovengronds toegangsgebouw was vanwege de ligging van het station in het historische centrum van de stad geen plaats; de stationshal bevindt zich daarom ondergronds. Er zijn twee uitgangen, waarvan de belangrijkste leidt naar de hoek van de Nevski prospekt en de Michajlovskaja oelitsa; een tweede uitgang (via de verbindingsgang naar station Gostinyj Dvor) leidt naar het Kanal Gribojedova. Bij de verbindingsgang is op een wand de tekst van de toekenning van Leninorde aan de Petersburgse (toen nog Leningradse) metro aangebracht.